# 1637 au théâtre
| Années du théâtre : 1634 - 1635 - 1636 - 1637 - 1638 - 1639 - 1640    |
| Décennies du théâtre : 1600 - 1610 - 1620 - 1630 - 1640 - 1650 - 1660 |

## Événements
- Querelle du Cid en France ; à la suite du triomphe de la pièce, la famille Corneille est anoblie par le roi.
- Début de la construction du Théâtre de Van Campen, premier théâtre permanent d'Amsterdam, conçu par l'architecte Jacob van Campen sur le modèle du Teatro Olimpico à Vicence.
- Formation à Londres par l'acteur et directeur de théâtre Christopher Beeston de la troupe d'acteurs enfants King and Queen's Young Company (en), connue sous le nom de Beeston's Boys[1].

## Pièces de théâtre publiées
- Pierre Corneille : 
  - Le Cid, Paris, Augustin Courbé (lire en ligne) (privilège daté du 23 mars 1637).
  - La Place Royale ou l'Amoureux extravagant, Paris, Augustin Courbé (lire en ligne).
- Giorgos Hortatzis, Érophile (en grec : Ερωφίλη), tragédie, Venise.
- Tristan L'Hermite, La Mariane, tragédie, Paris, Augustin Courbé.
- Jean de Rotrou, Agésilan de Colchos, tragi-comédie, Paris, Antoine de Sommaville (lire en ligne).

## Pièces de théâtre représentées
- 7 janvier : Pierre Corneille, Le Cid, tragi-comédie, Théâtre du Marais. Paris.
- Jean Desmarets de Saint-Sorlin, Les Visionnaires, comédie, Paris.
- Jean de Rotrou, Laure persécutée, tragi-comédie romanesque, Paris[2].

## Naissances
- 27 avril : Louis Jobert, dramaturge français, mort le 30 octobre 1719.

## Décès
- 17 mars : Henri Le Grand, dit Belleville ou Turlupin, comédien français, né en  1587.
- 6 août : Benjamin Jonson, dit Ben Jonson, dramaturge anglais, né le 11 juin 1572.
- Date précise inconnue :
  - Fabrizio de Fornaris, acteur et auteur comique italien, né en  1550.